# Band Mania
Band Mania foi um programa esportivo exibido pela Rede Bandeirantes. A ideia inicial do programa era esboçar comentários dos jogos da Copa do Mundo FIFA 2010 , porém com o formato bem sucedido a emissora decidiu continuar o programa mesmo com o término das transmissões da Copa do Mundo. O programa era apresentado por Milton Neves, com comentários dos ex jogadores. Denilson, O programa foi extinto para dar lugar a série NCIS
O Programa voltou ao ar em 15 de junho de 2013, durante as transmissões da Copa das Confederações, Brasil.

## Elenco

### Apresentador
- Milton Neves
- Paloma Tocci

### Elenco
- Denilson
- Emerson
- Vampeta

### Direção
- José Emilio Ambrosio (direção nacional de jornalismo e esportes)
- Dudu Magnani (chefe de redação de esportes)